# Sancourt (Eure)
Sancourt ist eine französische Gemeinde mit 171 Einwohnern (Stand 1. Januar 2022) im Département Eure in der Region Normandie. Sancourt ist eine der „sieben Städte des Bleu“. Ab dem 11. Jahrhundert wurde der Wald Bleu, ein Abschnitt des Waldes von Lyons-la-Forêt, gerodet. In den gerodeten Bereichen entstanden die sieben Ortschaften Amécourt, Tierceville, Saint-Denis-le-Ferment, Hébécourt, Heudicourt, Sancourt und Mainneville.

## Geographie
Sancourt liegt in Nordfrankreich in der Landschaft Vexin normand im Nordosten des Départements Eure, 72 Kilometer nordwestlich von Paris, etwa 23 Kilometer nordöstlich von Les Andelys, dem Sitz der Unterpräfektur des Arrondissements, und etwa 10 Kilometer nordwestlich von Gisors, dem Hauptort des Kantons auf einer mittleren Höhe von 103 Meter über dem Meeresspiegel. Die Mairie steht auf einer Höhe von 97 Metern. Nachbargemeinden von Sancourt sind Mainneville im Norden, Amécourt im Nordosten, Hébécourt im Osten und Heudicourt im Südwesten. Das Gemeindegebiet hat eine Fläche von 6,63 Quadratkilometern.
Die Gemeinde ist einer Klimazone des Typs Cfb (nach Köppen und Geiger) zugeordnet: Warmgemäßigtes Regenklima (C), vollfeucht (f), wärmster Monat unter 22 °C, mindestens vier Monate über 10 °C (b). Es herrscht Seeklima mit gemäßigtem Sommer.

## Geschichte
Der Ortsname wurde im Jahr 1279 als St. Clarus de Saencuria erstmals urkundlich erwähnt. 1305 tauchte der Ortsname als Sancuria in einer königlichen Urkunde von Philipp IV. (1268–1314) auf. Ernest Nègre listet den Ortsnamen als „nichtrömisch“ und zitiert Marie-Thérèse Morlet. Nach Morlet ist der Ortsname aus dem germanischen Namen Sagina und dem mittellateinischen Wort cortem für ‚Bauernhof‘ zusammengesetzt und bedeutete demnach ‚Hof des Sagina‘.
Nachdem in Rouen 1557 und in Évreux 1559 eine offizielle reformierte Kirche eingerichtet worden war, folgte Sancourt zusammen mit Gisors diesem Beispiel. Die protestantische Kirche in Sancourt/Gisors bestand bis zur Aufhebung des Edikts von Nantes mit dem Edikt von Fontainebleau im Jahr 1685.
| Jahr | Einwohner |
| ---- | --------- |
| 1793 | 212       |
| 1841 | 146       |
| 1866 | 177       |
| 1921 | 112       |
| 1936 | 110       |
| 1946 | 141       |
| 1975 | 89        |
| 1990 | 97        |
| 1999 | 108       |
| 2006 | 130       |
| 2010 | 163       |

1793 erhielt Sancourt im Zuge der Französischen Revolution (1789–1799) den Status einer Gemeinde und 1801 durch die Verwaltungsreform unter Napoleon Bonaparte das Recht auf kommunale Selbstverwaltung.

## Kultur und Sehenswürdigkeiten
Sancourt gehört zur römisch-katholischen Gemeinschaft Communauté de Mainneville, die Teil der Pfarrei Gisors Vallée d’Epte des Bistums Évreux ist. Die ursprüngliche Kirche Saint-Clair wurde im 13. Jahrhundert erbaut. Nach ihrer Zerstörung wurde 1891 eine neue Kirche an gleicher Stelle errichtet. Eine 142 Zentimeter hohe Statue der Jungfrau mit dem Kinde aus ursprünglich mehrfarbig bemaltem Kalkstein wurde im 14. Jahrhundert gefertigt. Die Statue wurde 1992 als Monument historique (‚Kulturdenkmal‘) unter Denkmalschutz gestellt. Der Altar stammt aus der zweiten Hälfte des 17. Jahrhunderts.

## Wirtschaft und Infrastruktur
Im Jahr 2009 waren 16,9 Prozent der Erwerbstätigen in der Gemeinde beschäftigt, die anderen waren Pendler. 10,1 Prozent der Arbeitnehmer waren arbeitslos.
Der nächstgelegene Bahnhof steht in Gisors und ist 10,5 Kilometer entfernt. Der Flughafen Rouen ist rund 37 Kilometer entfernt.
Auf dem Gemeindegebiet gelten geschützte geographische Angaben (IGP) für Schweinefleisch (Porc de Normandie), Geflügel (Volailles de Normandie) und Cidre (Cidre de Normandie und Cidre normand).